# Stygobromus vitreus
Stygobromus vitreus is een vlokreeftensoort uit de familie van de Crangonyctidae. De wetenschappelijke naam van de soort is voor het eerst geldig gepubliceerd in 1872 door Cope.